# Burg Labiau
Die Burg Labiau war eine bedeutende Ordensburg des Deutschen Ordens in der damals ostpreußischen Stadt Labiau, heute Polessk. Sie ist teilweise erhalten.

## Geschichte

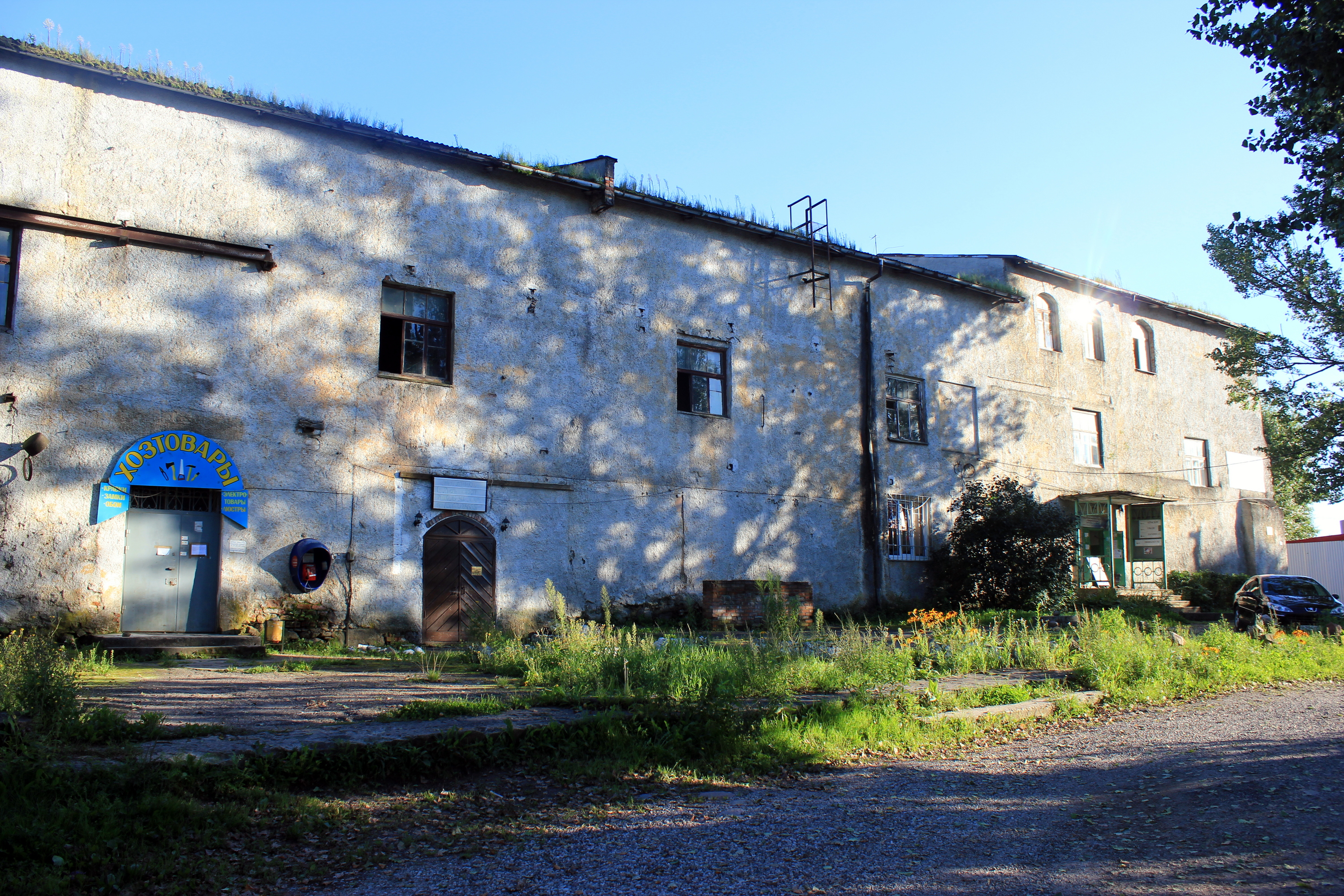
Erhaltene Geschosse der Burg Labiau

Die hölzerne Burg Labiau wurde nach der Eroberung des Samlandes zwischen 1258 und 1259 angelegt. Sie sollte Königsberg vor Feinden schützen, die sich über das Kurische Haff näherten. 1277 brannten die Schalauer sie nieder. Danach wurde sie immer wieder aufgebaut, zuletzt 1360 als eine vierflügelige Wasserburg aus Stein, die auf einer Insel gelegen war und einen hufeisenförmigen Burggraben zusammen mit der Deime bildete. Im 14. Jahrhundert war die Ordensburg ein Sammelpunkt für die kriegerischen „Reisen“ gegen die Heiden in Schalau und Nadrau. 1352 siegte Heinrich Schindekopf über die Litauer.
Nach der Säkularisation des Ordensstaates erhob Herzog Albrecht die Burg zum Sitz eines Hauptamtes und schenkte sie 1526 seiner ersten Frau Anna Sophia von Preußen. 1548 und 1552 kam es zu Bränden, bei denen vermutlich der Westflügel zerstört wurde. Nach der Sanierung durch Christoph Römer wurde der Bau von Albrechts zweiter Frau Anna Maria von Braunschweig-Calenberg-Göttingen von 1565 bis 1568 bewohnt. Auch Friedrich Wilhelm, der große Kurfürst, verweilte hier gerne, wenn er in den Wäldern auf Jagd ging. Hier schloss er den Vertrag von Labiau mit den Schweden; von hier aus unternahm er seine berühmte Jagd über das Kurische Haff. An den Vertrag erinnerte ein in Stein gemeißeltes Relief des Großen Kurfürsten in der Mauer mit dem Text des Vertrags. Der Kapitelsaal der Burg, in dem der Vertrag unterzeichnet wurde, existierte noch 1832.
Die Burg war Sitz des Land- und Stadtgerichts Labiau, ab 1849 des Kreisgerichts Labiau und ab 1879 des Amtsgerichts Labiau mit Gefängnis sowie des Landratsamtes. Schließlich wurde ein Heimatmuseum eingerichtet. Im Ersten Weltkrieg kam es 1917 zu einem Brand.
Nach dem Zweiten Weltkrieg war die Burg ein Kriegsgefangenenlager, ab 1948 Gefängnis, Getreideaufkaufsstelle und Brotbäckerei; es entstanden Restaurierungswerkstätten.
Im Jahr 1965 brannte die Burg völlig aus. Dabei wurde eine Sammlung von 30.000 fotografischen Filmen mit Abbildungen ostpreußischer Kulturdenkmäler, die noch Anfang Januar 1945 aus Königsberg hierher ausgelagert worden war, vernichtet.